# Adam Beck

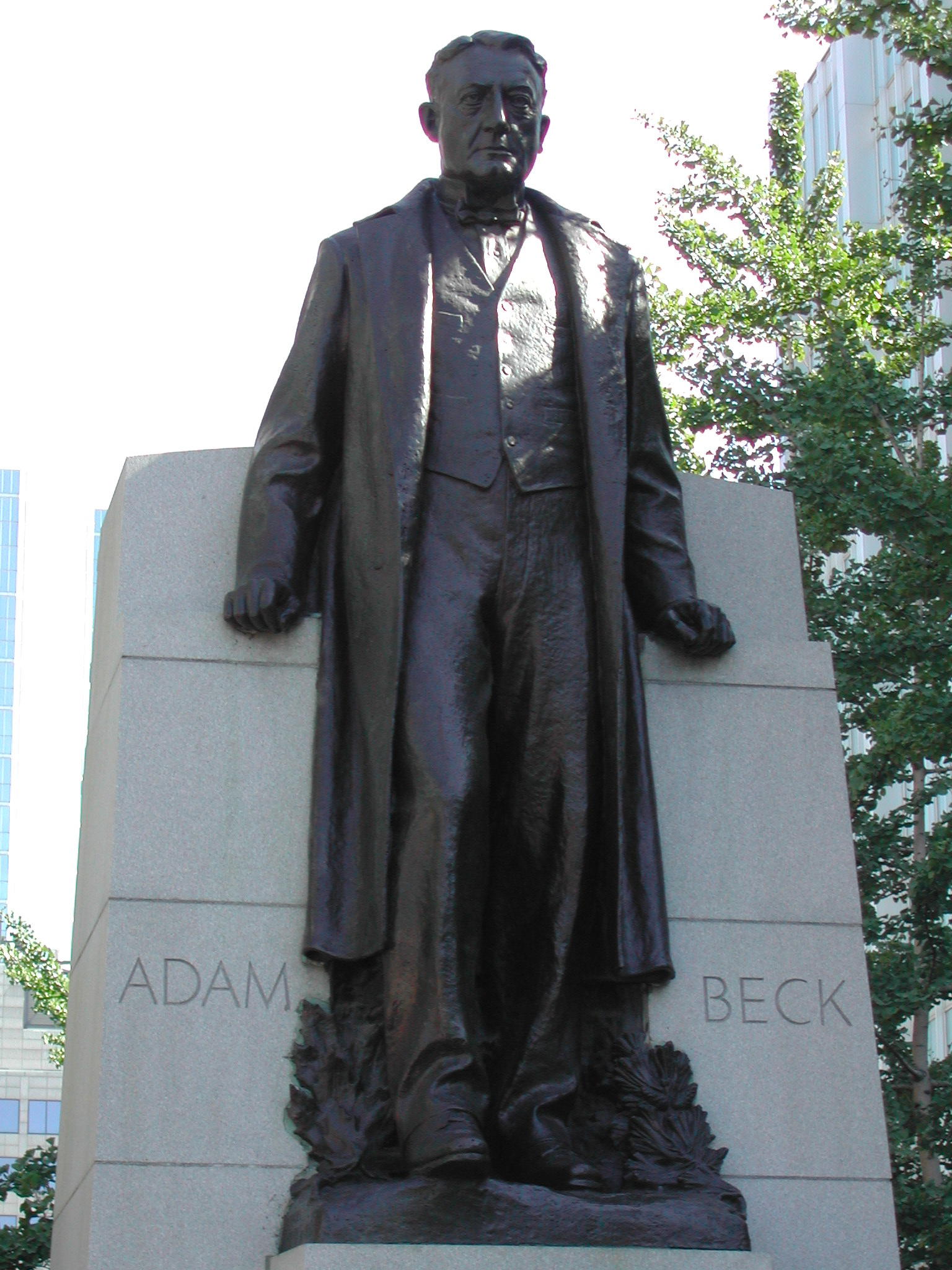
Estatua de Adam Beck esculpida por Emanuel Hahn, ubicada en Toronto.

Adam Beck (20 de junio de 1857 - 15 de agosto de 1925) fue un político e hidro-electricista canadiense, que defendió y fundó la Comisión hidroeléctrica de la energía de Ontario (Hydro-Electric Power Commission of Ontario).

## Biografía
Beck nació en Baden, Ontario. Era un hijo de Jacob Beck y Charlotte Hespler, dos inmigrantes alemanes. Asistió a la Academia Rockwood, ubicada en la ciudad del mismo nombre. Durante su adolescencia trabajó en la fundición de su padre; y luego, en una fábrica manufacturera de cajas de cigarrillos, en Galt (actual Cambridge, Ontario) junto a su hermano William. En 1885 se trasladó a la compañía de London, Ontario, donde rápidamente prosperó, convirtiéndose en un rico e influyente líder cívico.
Tuvo también una fuerte pasión por las carreras de caballos, y por la cría de caballos. Durante una exposición, en 1897, de estos animales, conoció a Lilian Ottaway de Hamilton. Los padres de Lilian se oponían a una relación entre ellos por la diferencia de edad (ya que él tenía 40 años, mientras que ella tenía 19) y porque las carreras mantenían a Beck lejos del hogar. Sin embargo ellos se casaron el 7 de septiembre de 1898. Además de la cría de caballos, con los cuales ganó muchos premios, Beck estaba asociado a clubes de tenis y de bolos sobre césped.
También en 1898, presentó su candidatura para legislador provincial por primera vez, pero fue derrotado. En 1900, Beck fundó la London Health Association (Asociación de la salud de London), que más tarde se convertiría en el "University and Victoria Hospitals". En 1902 fue elegido alcalde de London, y unos pocos meses después fue elegido para la legislatura de Ontario, como miembro conservador. Fue reelegido alcalde de London en 1903 y en 1904, mientras que simultáneamente servía como miembro de la legislatura provincial (lo que no es usual). Al ser un hombre rico, donaba grandes sumas de dinero a obras de caridad. En 1905, el primer ministro de Ontario, Premier Sir James P. Whitney, lo nombró ministro sin cartera.

## La hidroelectricidad y la política
Beck fue un prominente defensor de los suministros públicos de electricidad, opositor a las empresas privadas, ya que, creía que no cubrían adecuadamente las necesidades de la gente. Con sus eslóganes "Power at Cost" (El costo del poder) y (en latín) "dona naturae pro populo sunt" (Los regalos de la naturaleza son para el público); convenció al Premier Whitney de crear un Consejo de Investigación sobre el tema de la electricidad, la cual sería presidida por él. El consejo sugirió crear un sistema hidroeléctrico municipal, financiado por el gobierno provincial, y que usara las aguas de las Cataratas del Niágara y de otros ríos y lagos de Ontario. En 1906, Whitney nombró a Beck como el primer presidente de la Comisión hidroeléctrica de la energía.
Fue nombrado caballero por el Rey de Inglaterra Jorge V en 1914, debido a su constante fomento a la electricidad y por el desarrollo de líneas de transmisión. En 1915, Adam Beck trató de implementar líneas ferroviarias eléctricas en Ontario, pero su plan tuvo que detenerse, debido a la Primera Guerra Mundial, y solo unas pocas líneas alrededor de London y Ontario fueron establecidas. En las elecciones posteriores a la guerra, en 1919, el Sindicato de Granjeros de Ontario le arrebató el poder a los Conservadores. Beck cedió su puesto a Hugh Stevenson.
Durante el tiempo en que estuvo en la legislatura provincial, Beck se mantuvo activo en London. Su hija Marion, nacida en 1904, sufría de tuberculosis; pero debido a la fortuna e influencia de su padre, logró acceder a los mejores médicos. Beck se dio cuenta de que no todos podían darse esos cuidados, por lo que, en 1910 fundó un sanatorio muy avanzado para su época. The Queen Alexandra Sanitorium, nombrado así en honor a la esposa del Rey Eduardo VII, Alejandra de Dinamarca; fue inaugurado oficialmente el 5 de abril de ese año, por el Gobernador General, Albert Grey. El sanatorio sería luego renombrado "Beck Memorial Sanitorium". Más adelante, fue renombrado nuevamente, esta vez con el nombre de Instituto de Investigación Psiquiátrico de Niños (CPRI, por sus siglas en inglés, Children's Psychiatric Research Institute). Hoy en día el edificio es ocupado por el Instituto de Investigación Padre-hijo de London (London Child-Parent Research Institute). En 1919, Beck pagó una gran suma de dinero, al director de banda y violinista Guy Lombardo, para que tocara en la fiesta de quince años de su hija Marion.

## Muerte y legado
Su esposa Lilian, falleció producto de un cáncer, el 17 de octubre de 1921. En 1923 fue reelegido para la legislatura de Ontario, cargo que ejerció hasta que murió a causa de anemia, el 15 de agosto de 1925. Asistieron a su funeral el ex primer ministro de Canadá, Arthur Meighen; el Premier de Ontario, George Howard Ferguson; y el alcalde de London, George Wenige.
La central eléctrica de Queenston Chippawa (ahora central hidroeléctricos sir Adam Beck), que él ayudó a crear, fue renombrada en 1950. En su honor fueron nombrados el Sir Adam Beck Collegiate Institute; una escuela secundaria pública de London, que es la principal del distrito escolar de Thames Valley; y una escuela primaria bilingüe en Etobicoke, Ontario. En 1990, Headley, la mansión de Adam, fue demolida por la empresa Sifton Properties Ltd. En su lugar se erige un condminio, réplica de Headley. En Toronto existe una estatua de Beck, ubicada en University Avenue con Queen Street West. Fue esculpida por Emanuel Hahn y erigida en 1934 por la Ciudad de Toronto en conjunto a la Comisión Hidroeléctrica de Toronto.